# Second Episode
《Second Episode》는 대한민국의 그룹 015B의 2번째 정규 앨범이다. 정석원, 장호일, 윤종신 등이 참여했다.
- LP,Tape엔 없던 두 곡 '사랑은 그대곁에' '동부 이촌동 새벽 1:40' 이 팬 서비스 차원으로 CD엔 있다.
- 1집에 있던 노래인 '이층의 작은 방'에서 전주를 따온 '이젠 안녕'은, 원래 이 앨범이 015B의 마지막 앨범이 될 수도 있다고 생각하고 수록한 노래이다. 그리고 클라이맥스인 '안녕은 영원한 헤어짐은 아니겠지요' 부분 덕분에 이별, 작별, 졸업식 축가곡으로 많이 쓰이고 있다.
- 원래 14곡을 녹음했으나, 앨범 전체 분위기와 맞지 않는 건지 객원멤버인 '황재혁'의 노래 두 곡을 빼고, 발매를 하였다.
- 타이틀곡은 '4210301'이었으나, 영어 랩으로 인해 CBS 기독교방송 등의 방송국에서 '가사에 영어를 너무 많이 썼다'는 이유로 방송금지 처분을 당하였다.
- 또한, '4210301'이 전화번호임을 직감으로 알아차린 팬들의 수많은 전화로 곤란해진 환경청(당시 환경청 전화번호가 바로 421-0301이었다)은 421-0301 전화를 폐쇄하고, 대영기획에 강력하게 항의하였으며, 대영기획은 즉각 환경청에 사과를 했다.[1][2][3]

## 곡 목록
1. "4210301" – 4:58
2. "이젠 안녕" (feat.015B,윤종신,최기식,성지훈,신해철,황재혁) – 4:13
3. "친구와 연인" – 4:56
4. "비워진 너의 자리속에" – 5:00
5. "떠나간 후에" – 3:48
6. "너에게 들려주고 싶은 이야기" – 4:20
7. "H에게" – 4:53
8. "변해 간 세월속에서" – 3:58
9. "사람들은 말하지" (feat.015B,윤종신) – 5:19
10. "그대의 향기" (feat.성지훈) – 3:40
11. "사랑은 그대 곁에" (feat.조형곤,김동규) – 5:06
12. "동부 이촌동 새벽 1:40-Instrumental" – 5:00